# 名古屋市営地下鉄名港線
名港線（めいこうせん）は、愛知県名古屋市中区の金山駅から同市港区の名古屋港駅を結ぶ、名古屋市営地下鉄の路線である。
都市計画上の名称は名古屋市高速度鉄道第2号線、『鉄道要覧』に記載の名称は2号線名城線及び名港線で、いずれの場合も大曽根駅 - 名古屋港駅間の路線として扱われ、「名港線」はその一部の愛称となっている。2004年の名城線の環状運転開始に伴い、環状部から分岐する支線となった金山駅 - 名古屋港駅間は「名港線」とされた（詳細後述）。ラインカラーは紫（藤色）地に白の一本線（ ）。駅ナンバリングで用いられる路線記号はE。
すべての駅でmanacaなどの交通系ICカード全国相互利用サービス対応カードが使用できる。

## 概要
東海旅客鉄道（JR東海）や名古屋鉄道（名鉄）などのターミナル駅である金山駅と、名古屋港ガーデン埠頭を結ぶ路線である。
金山駅では、前述各線のほか、地下鉄名城線の栄、大曽根方面に直通して、名古屋市中心部を結んでいる。名古屋市営地下鉄の路線で唯一、港区を通っている。
名古屋港駅から順に見ると、ガーデン埠頭に隣接した同駅から国道154号下を北上する。築地口駅手前で名港工場（旧・名港車庫）への引き込み線が分岐する。その後は江川線下を日比野駅まで北上する。ただし、港区役所駅付近では、港北運河をくぐる所で、一部港区役所の敷地下を経由する。日比野駅からは金山駅へ直線的に向かうルートとなり、名古屋市中央卸売市場本場の敷地下を経由し、堀川をくぐって、名鉄・JR東海の各金山駅を抜け、金山駅に至る。この日比野駅 - 金山駅間のごく一部で中川区を通った後、再び熱田区に入り、中区にある金山駅に到着する。金山駅では2面4線の内側線に入り、新瑞橋駅方面からの名城線と合流する。
接近メロディは、名古屋港方面が「ハッピータイム」、金山方面が「海」である。
2020年5月から2020年6月にかけて、順次各駅に可動式ホーム柵が設置された。同年7月までに全駅で稼働を開始している。
2011年3月より金山駅、東海通駅、名古屋港駅を除く4駅の業務は日本通運名古屋支店に委託されている。

### 路線データ
- 路線距離（営業キロ）：2号線　金山 - 名古屋港間 6.0 km
- 軌間：1435 mm
- 駅数：7駅（起終点駅含む）
- 複線区間：全線
- 電化区間：全線（直流600 V・第三軌条方式）
- 閉塞方式：車内信号閉塞式
- 最高速度：65 km/h[2]
- 1編成の両数：6両
- ホーム最大対応両数：6両

## 運行形態
基本的な運行は、名城線に直通し、名古屋港駅 - 大曽根駅間となっている。朝夕のラッシュ時は名城線の大曽根駅以東との直通運転も多くある。そのため、各駅の時刻表及び発車標には、日中のパターンダイヤで使われる「名古屋港」と「大曽根」のほか「名城線右回り」や「ナゴヤドーム前矢田」の行先表示も設定されている。また、早朝と夜間は名古屋港駅 - 金山駅間での折り返し運転となる（車両の方向幕の行先表示は「金山（名城線金山のりかえ）」。括弧書きのない「金山」のコマも入っているが、現在名港線では使用されていない）が、この場合、金山駅での栄駅・大曽根駅方面への名城線の乗り換えが配慮されている。線内折り返し運転を行う時間帯では、金山駅に終着した名港線電車は金山駅の東別院寄りの引上線に入った後、おおむね金山駅1番線に到着する名城線左回りまたは新瑞橋行き電車に合わせて2番線に同時入線する（対面乗換え）。
ナゴヤドームにて中日ドラゴンズの試合や各種イベントが行われる際は、通常大曽根駅止まりの列車もナゴヤドーム前矢田駅まで臨時に延長運行される。また、名港水上芸術花火や毎年海の日に開催されるみなと祭り花火大会などの多客時は金山駅 - 名古屋港駅間に臨時列車が運行される。なお、名城工場が存在していた2004年までは、みなと祭の日に限り、名古屋港発市役所駅（現在の名古屋城駅）行きの臨時増発列車も運転されていた。同工場への引込み線を利用して折り返していたので、同工場が閉鎖されてからは金山駅折り返しに変更された。
また、正月三が日は、2011年まで名城線方面の列車を増発するため、昼間時は金山駅 - 名古屋港駅間の折り返し運転となっていたが、2012年以降は通常の土曜・休日ダイヤで運転されることになった。大晦日から元旦にかけては終電後に終夜運転を行う（30分間隔、名港線内折り返し。2003年大晦日までは20分間隔、2008年大晦日までは25分間隔だった。）。
運転間隔は、平日朝ラッシュ時は5 - 6分間隔（2020年5月の改正で少し間隔が開いた）、平日・休日とも昼間は10分間隔である。以前は昼間時間帯で8分間隔で運転されていたが、市営交通事業中期経営健全化計画（平成14年度 - 平成17年度）に基づき、2004年の名城線環状部開業に合わせて10分間隔に改められ、減便となった。平日夕ラッシュ時は全ての列車が名城線ナゴヤドーム前矢田駅以遠に直通し、概ね7分間隔で運転されている（名城線に入ってから環状線を一周し、大曽根駅で同じ経路へ折り返しとなる）。
なお、基本的に地下鉄は台風による影響を受けないが、名港線は台風接近時に高潮が警戒される場合、運転見合わせや名城線との直通が中止になることがある。2009年に台風18号が来た際は高潮による被害が出る恐れがあったため、始発から運転を見合わせた。2016年以降は直通中止はあるが、運休は発生していない。金山駅を除く名港線の各駅には防潮扉が設置されている。
名港線からの金山行き最終列車は同駅の引上線では夜間滞泊を行わず、最終の名古屋港行きとして名古屋港駅へ戻り、そこで夜間滞泊となる。始発前に回送列車の運転もなく、名港線からの金山行きが金山駅に到着後、そのまま始発の名古屋港行きとして名古屋港駅へ戻る。
2021年7月1日から全線でワンマン運転が開始されている。

## 車両
名城線と共通で運用されている。

### 現用車両

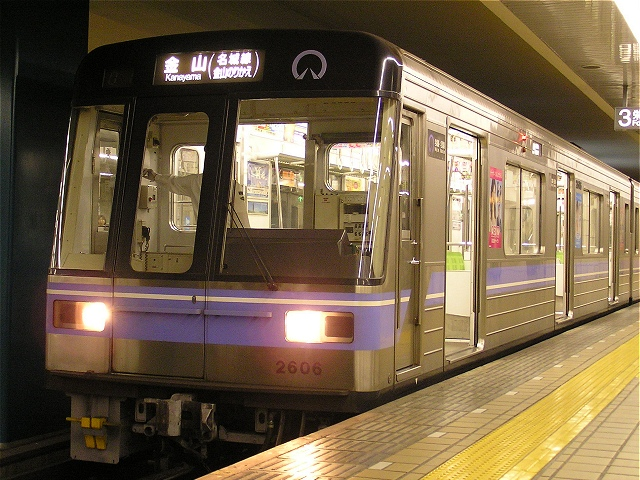
2000形

- 2000形

### 過去の車両
- 1000形・1100形・1200形

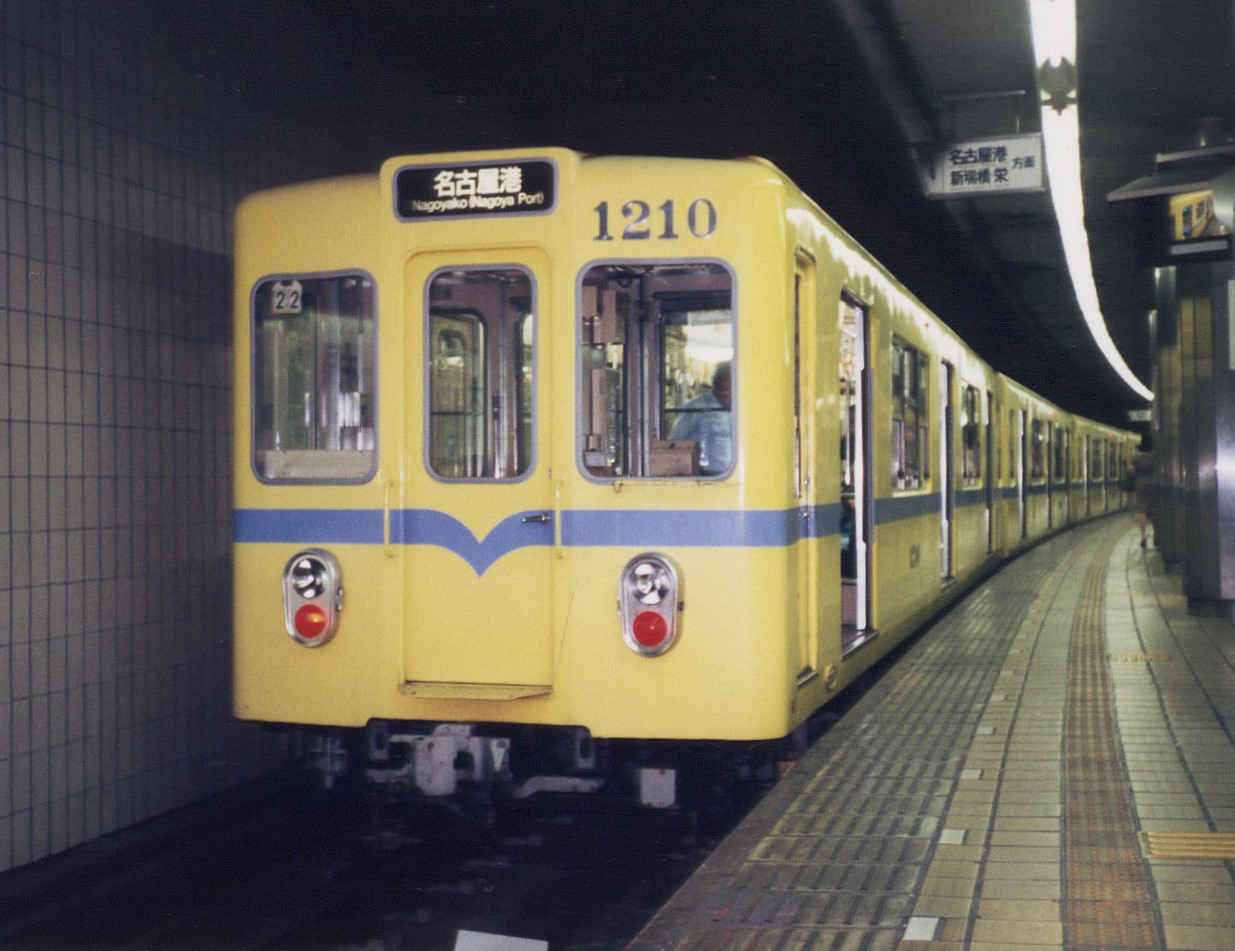
1200形

## 歴史
当線は元々1961年（昭和36年）の都市交通審議会名古屋部会答申において2号線（大曽根 - 名古屋港）として計画され、1971年（昭和46年）3月29日 、当時すでに市役所駅（現在の名古屋城駅） - 金山駅で完成していた名城線の南方への延伸部分として開業した。
当初の構想では当時の日本国有鉄道東臨港線に並行して高架式で築地口までの路線を建設する計画だったが、東海道新幹線の開通や沿線の市街地化が進んで用地買収が困難となったことから、現在の名古屋市道江川線の地下を通る路線に変更された。また名古屋港の開発が進んだことから、終着駅も築地口から名古屋港に変更された。
この区間は歴史的に伊勢湾の浅瀬を干拓したところであるため、浸水対策として各駅の出入口を周囲より高くしたほか、防潮扉も設置されている。
当線の着工に伴い、1969年（昭和44年）2月20日に区間が重複することになる名古屋市電の築港線の一部（築地口 - 名古屋港間）と野立築地口線（日比野 - 築地口間）が廃止された。
開業時は、栄駅・大曽根駅方面のほぼ2本に1本が乗り入れ、1974年（昭和49年）の4号線金山駅 - 新瑞橋駅間の一部開業により、早朝・夜間および正月の昼間は金山駅 - 名古屋港駅間での折り返し、それ以外の時間帯では新瑞橋駅方面と分け合うという運行形態となった。
1989年（平成元年）の世界デザイン博覧会開催時には、メイン会場となった白鳥会場（現在の名古屋国際会議場）の最寄り駅となった日比野駅や名古屋港会場の最寄り駅となった名古屋港駅が改装されたほか、新型車両（2000形）が導入されるなど、設備の更新がなされ、当線はデザイン博の各会場を結ぶ役割を担った。
金山駅 - 名古屋港駅間は従来金山駅以北と合わせて名城線の愛称で呼ばれていた が、2004年（平成16年）10月6日、4号線の名古屋大学駅 - 新瑞橋駅間が開通して環状運転が開始されるのに合わせ、改めて同路線の愛称が公募され、金山駅 - 名古屋港駅間については名古屋港行きであることがわかりやすいとして名港線と改称された。

### 年表
- 1971年（昭和46年）3月29日：名城線金山駅 - 名古屋港駅間開業[8]。
- 1999年（平成11年）12月：LED式発車標を全駅に設置。
- 2004年（平成16年）10月6日：4号線全通・環状運転開始に伴い、金山駅 - 名古屋港駅間の愛称を名港線とする[10]。
- 2005年（平成17年）10月6日：全駅で列車到着前の接近チャイムに代わりJR東日本の発車メロディと同じメロディを接近メロディとして試験的に導入[注釈 7]。
- 2007年（平成19年）3月19日：全駅の接近メロディをJR東日本の発車メロディと同じメロディからオリジナルのものに変更。
- 2009年（平成21年）3月18日：全駅のLED式発車標で「先発」「次発」の表示に代わり発車時刻を表示。
- 2016年（平成28年）7月4日：平日の始発から午前9時まで女性専用車両を導入[11][12]。
- 2019年（令和元年）：発車標をLED式からLCD式に更新[13]。駅放送も合成放送になり、英語放送も実施される。
- 2020年（令和2年）
  - 5月23日：ダイヤ改正。従来は20時までだった名城線直通を21時までに繰り下げ[14]。ATOによる自動運転開始。
  - 5月25日：名古屋港駅で当線初となる可動式ホーム柵が稼働[15]。
  - 7月12日：始発より金山駅名港線ホームのホーム柵が稼働。これにより当線のホーム柵の整備が完了[5]。
- 2021年（令和3年）7月1日：ワンマン運転開始[7]。

## 駅一覧
- 全駅愛知県名古屋市内に所在。
- 金山駅 - 日比野駅間でごくわずかに中川区を通るが、駅はない。中川区に入る前に一度熱田区を通っているが、熱田区のこの区間にも駅はない。

| 駅番号                      | 駅名                      | 駅間 キロ | 営業 キロ | 接続路線 | 所在地 |
| --------------------------- | ------------------------- | --------- | --------- | --- | ------ |
|                             |                           |           |           | |        |
| 名城線 大曽根方面に直通運転 |                           |           |           | |        |
| E01                         | 金山駅                    | -         | 0.0       | 名古屋市営地下鉄： 名城線 (M01) 東海旅客鉄道：CA 東海道本線 (CA66)・CF 中央本線 (CF01) 名古屋鉄道：NH 名古屋本線 (NH34) | 中区   |
| E02                         | 日比野駅 （中央卸売市場） | 1.5       | 1.5       | | 熱田区 |
| E03                         | 六番町駅                  | 1.1       | 2.6       | | 熱田区 |
| E04                         | 東海通駅                  | 1.2       | 3.8       | | 港区   |
| E05                         | 港区役所駅                | 0.8       | 4.6       | | 港区   |
| E06                         | 築地口駅                  | 0.8       | 5.4       | | 港区   |
| E07                         | 名古屋港駅                | 0.6       | 6.0       | | 港区   |